# Julie London
Julie London (Santa Rosa, 26 de setembro de 1926 - Encino, 18 de outubro de 2000) foi uma cantora de jazz e atriz norte-americana. 

## Vida
Nascida Gayle Peck, iniciou a sua carreira artística no cinema nos anos 1940, bem antes de se tornar famosa como cantora.
Com uma beleza singular, atuou em mais de 20 filmes e fez grande sucesso contracenando com Gary Cooper em O Homem do Oeste (1958). Sua carreira de atriz de cinema e televisão durou mais de  35 anos.
Em 1955, gravou seu primeiro disco, Julie Is Her Name, que foi seguido de muitos outros. Célebre por sua voz sensual, foi a primeira intérprete da canção Cry Me a River, foi uma das artistas mais populares dos anos 1950, sendo considerada a melhor cantora dos Estados Unidos em 1955, 1956 e 1957, pela revista Billboard. Ao longo da sua carreira, gravou 32 álbuns. Entre os seus maiores sucessos, figuram as canções Cry Me A River (que fez parte do seu primeiro disco, gravado em 1955), Sway, Desafinado e Fly Me to the Moon. Intérprete versátil, gravou também  Light My Fire, dos Doors e  Yummy Yummy Yummy do grupo Ohio Express.
Em meados da Década de 1990,London sofreu um derrame,o que levou a metade da Década com saúde 
debilitada,e contribuiu para a sua morte em 18 de outubro de 2000. Foi sepultada no Forest Lawn Memorial Park (Hollywood Hills), Los Angeles, Califórnia nos Estados Unidos.

## Filmografia
- Nabonga (1944)
- Diamond Horseshoe (1945)
- On Stage Everybody (1945)
- A Night in Paradise (1946)
- The Red House (1947)
- Tap Roots (1948)
- Task Force (1949)
- Return of the Frontiersman (1950)
- The Fat Man (1951)
- The Fighting Chance (1955)
- The Girl Can't Help It (1956)
- Crime Against Joe (1956)
- The Great Man (1956)
- Drango (1957)
- Saddle the Wind (1958)
- Voice in the Mirror (1958)
- Man of the West (1958)
- Night of the Quarter Moon (1959)
- The Wonderful Country (1959)
- A Question of Adultery (1959)
- The Third Voice (1960)
- The George Raft Story (1961)

## Discografia
- Bethlehem's Girlfriends
- Julie Is Her Name (1955, U.S. #2)
- Lonely Girl (1956, U.S. #16)
- Calendar Girl (1956, U.S. #18)
- About the Blues (1957, U.S. #15)
- Make Love to Me (1957)
- Julie (1958)
- Julie Is Her Name, Volume II (1958)
- London by Night (1958)
- Swing Me an Old Song (1959)
- Your Number Please (1959)
- Julie...At Home (1960)
- Around Midnight (1960)
- Send for Me (1961)
- Whatever Julie Wants (1961)
- The Best of Julie (1962)
- Sophisticated Lady (1962)
- Love Letters (1962)
- Love on the Rocks (1962)
- Latin in a Satin Mood (1963)
- Julie's Golden Greats (1963)
- The End of the World (1963, U.S. #127)
- The Wonderful World of Julie London (1963, U.S. #136)
- Julie London (1964)
- In Person at the Americana (1964)
- Our Fair Lady (1965)
- Feeling Good (1965)
- By Myself (1965, Columbia Record Club)
- All Through the Night: Julie London Sings the Choicest of Cole Porter (1965)
- For the Night People (1966)
- Nice Girls Don't Stay for Breakfast (1967)
- 'With Body & Soul (1967)
- Easy Does It (1968)
- Yummy, Yummy, Yummy (1969)
- The Very Best Of Julie London (1975)
- The Ultimate Collection (2006) [3 CD Box Set]